# لورينزو هرنانديز إسترادا
لورينزو هرنانديز إسترادا (بالإسبانية: Lorenzo Hernández Estrada)‏ هو سياسي مكسيكي، ولد في 10 أغسطس 1959 في ولاية مكسيكو في المكسيك. حزبياً، نشط في حزب الثورة الديمقراطية. وقد انتخب عضو مجلس النواب المكسيك.